# Wesley Matthews
Wesley Joel Matthews, Jr. (ur. 14 października 1986 w San Antonio) – amerykański koszykarz, występujący na pozycji rzucającego obrońcy, od 2023 zawodnik Atlanty Hawks.
Jest synem dwukrotnego mistrza NBA (1987, 1988) z Los Angeles Lakers – Wesley'a Matthewsa Sr.
9 lipca 2015 podpisał umowę z klubem Dallas Mavericks.
31 stycznia 2019 trafił w wyniku wymiany do New York Knicks. 7 lutego został zwolniony. 3 dni później podpisał umowę do końca sezonu z Indianą Pacers.
12 lipca 2019 zawarł umowę z Milwaukee Bucks.
22 listopada 2020 dołączył do Los Angeles Lakers. Po zakończeniu sezonu został wolnym agentem. 3 grudnia 2021 podpisał kolejny w karierze kontrakt z Milwaukee Bucks. 22 lipca 2023 podpisał kontrakt z Atlantą Hawks.

## Osiągnięcia
Stan na 12 września 2023, na podstawie, o ile nie zaznaczono inaczej.
NCAA
- Uczestnik:
  - turnieju NCAA (2006–2009)
  - konkursu wsadów NCAA (2009)[11]
- Zaliczony do II składu Big East (2009)

NBA
- Uczestnik:
  - NBA Rising Stars Challenge (2011)
  - konkursu rzutów za 3 punkty organizowanego podczas NBA All-Star Weekend (2015, 2017)[12][13]